# Strategus sarpedon
Strategus sarpedon är en skalbaggsart som beskrevs av Hermann Burmeister 1847. Strategus sarpedon ingår i släktet Strategus och familjen Dynastidae. Inga underarter finns listade i Catalogue of Life.